# De Pollen
De Pollen (Nedersaksisch: De pölle) is een klein dorpje van de gemeente Twenterand in de Nederlandse provincie Overijssel. Het telt circa 500 inwoners en bestaat voornamelijk uit lintbebouwing langs de Oude Hoevenweg. Het dorp kent een supermarkt, een kerk en een basisschool. De Pollenkerk is vanwege het  eenklaviers kabinetorgel uit 1766 sinds 1994 opgenomen in het register van rijksmonumenten.

## Carnavalviering
Hoewel de buurtschap slechts enkele katholieke gezinnen telt, heeft het carnaval hier een aantal jaar plaatsgevonden, wat aantoont dat tegenwoordig het katholieke geloof niet noodzakelijk diep geworteld hoeft te zijn om deel te nemen aan dit feestelijke evenement. In de carnaval periode werd De Pollen omgetoverd tot Drempelstad, een verwijzing naar de zes drempels op de dorpsstraat (Oude hoevenweg) van De Pollen. De carnavalsoptocht van De Pollen begon bij De Paterswal langs de Oude hoevenweg en eindigde aan de Vinckenweg de optocht is georganiseerd in de jaren 2007 en 2008. Hoewel deze optocht tegenwoordig niet meer plaats vind en kleinschaliger was dan die in andere delen van Twente, was het de enige carnavalsoptocht in de gemeente Twenterand.
Hoofdplaats: Vriezenveen     
Dorpen: Geerdijk · Den Ham · De Pollen · Kloosterhaar (deels) · Vroomshoop · Westerhaar-Vriezenveensewijk

Buurtschappen: Bruinehaar · De Garstelanden · Hallerhoek · Linde · Magele · Meer · Noord-Meer · Weitemanslanden · Westerhoeven

Voormalige gemeenten: Den Ham · Vriezenveen

Overijssel · Steden en dorpen in Overijssel      Nederland · Provincies · Gemeenten